# Cerkiew Świętych Cyryla i Metodego w Lidzbarku Warmińskim
Cerkiew Świętych Cyryla i Metodego w Lidzbarku Warmińskim – cerkiew greckokatolicka w Lidzbarku Warmińskim. Jest to nowoczesna świątynia, przebudowana w latach 1994-1998.

## Historia
W 1993 roku Rada Miejska Lidzbarka Warmińskiego przekazała grekokatolikom dokument w sprawie przekazania budynku (dawnego magazynu nawozów) na cerkiew przy ul. Wyszyńskiego 8. W roku następnym podpisano w Urzędzie Miasta stosowny akt notarialny, sankcjonujący własność budynku na rzecz parafii. Nabożeństwa w niej są odprawiane od 1996 roku (wcześniej nabożeństwa odprawiane były w kaplicy rzymskokatolickiej przy kościele św. św. Piotra i Pawła).
W 1997 roku wstawiono ikonostas. W maju 1998 roku cerkiew została poświęcona przez metropolitę przemysko-warszawskiego abp. Jana Martyniaka. Przy cerkwi znajduje się nowo wybudowana plebania. Teren przycerkiewny został ogrodzony. W 2007 roku na 15-lecie parafii, przy cerkwi został postawiony drewniany krzyż. W 2011 roku cerkiew została ocieplona i pomalowana. Posiada jedną kopułę.

## Proboszczowie
Proboszczowie parafii:
- 1992–1995 – ks. Jarosław Moskalik
- 1995–2003 – ks. Stanisław Tarapacki
- od 2003 – ks. Bogdan Sytczyk, początkowo administrator, obecnie proboszcz